# Armadillo de los Infante
Armadillo de los Infante är en kommun i Mexiko.   Den ligger i delstaten San Luis Potosí, i den centrala delen av landet, 300 km nordväst om huvudstaden Mexico City. Antalet invånare är 4 436. Arean är 611 kvadratkilometer.
Terrängen i Armadillo de los Infante är kuperad.
Följande samhällen finns i Armadillo de los Infante:
- Mezquitalillo
- Rancho Nuevo de la Cruz